# Kolonialabzeichen

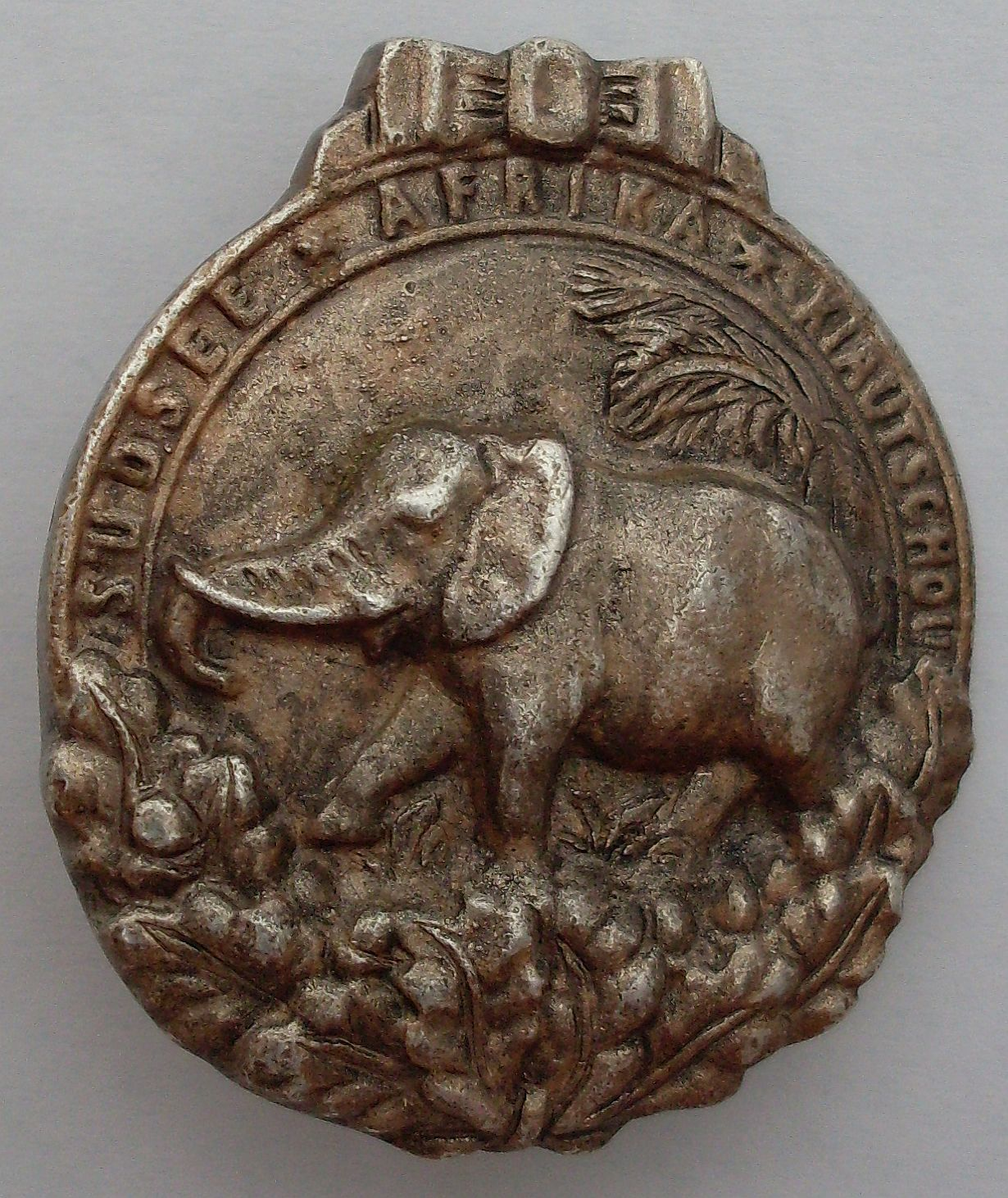
Das Kolonialabzeichen

Das Kolonialabzeichen, umgangssprachlich auch Elefantenorden genannt, gestaltet von Karl Möbius, wurde am 18. April 1922 vom Reichsministerium für Wiederaufbau gestiftet und wurde gegen Antrag an Deutsche sowie Ausländer verliehen, die sich während des Ersten Weltkriegs um die ehemaligen deutschen Kolonien verdient gemacht hatten. Nach der Auflösung des Ministeriums im Jahre 1924 wurde die Auszeichnung bis zum 31. Dezember 1935 vom Auswärtigen Amt und von 1936 bis 1945 durch den Reichskanzler verliehen, jedoch nur noch in vereinzelten Fällen.

## Verleihung
Da gemäß der Weimarer Verfassung die (Neu-)Stiftung von Orden und Ehrenzeichen untersagt war, hatte das Kolonialabzeichen nicht den Status eines Ordens oder Ehrenzeichens inne, sondern galt als Erinnerungsabzeichen. Von 1922 bis 1945 wurden ca. 8.500 Verleihungen vorgenommen. Die Medaille des Abzeichens ist eine silberfarbene Plakette mit einer Breite von 32 mm und einer Höhe von ca. 40 mm (inklusive Schleife) und wiegt ca. 30 Gramm. Sie zeigt auf ihrer Vorderseite einen erhaben geprägten afrikanischen Elefanten, der auf einem Grasboden läuft. Dahinter ist eine Palme dargestellt. Der untere Teil des Gebindes ist von einem Eichenlaubkranz umschlossen. Auf dem sich anschließenden Schriftreif steht in Versalien: SÜDSEE * AFRIKA * KIAUTSCHOU. Getragen wurde die Auszeichnung als Steckabzeichen neben dem Eisernen Kreuz I. Klasse an der linken Brustseite.